# Pagode Khánh-Anh
La pagode Khánh Anh est une pagode bouddhiste vietnamienne située dans la commune française d'Évry-Courcouronnes dans le département de l'Essonne. Elle est actuellement la plus grande pagode d'Europe.

## Situation
La pagode Khánh-Anh est implantée à Évry-Courcouronnes dans le quartier du Parc aux Lièvres en bordure de la route nationale 7 sur une colline dominant la vallée de la Seine.

## Histoire

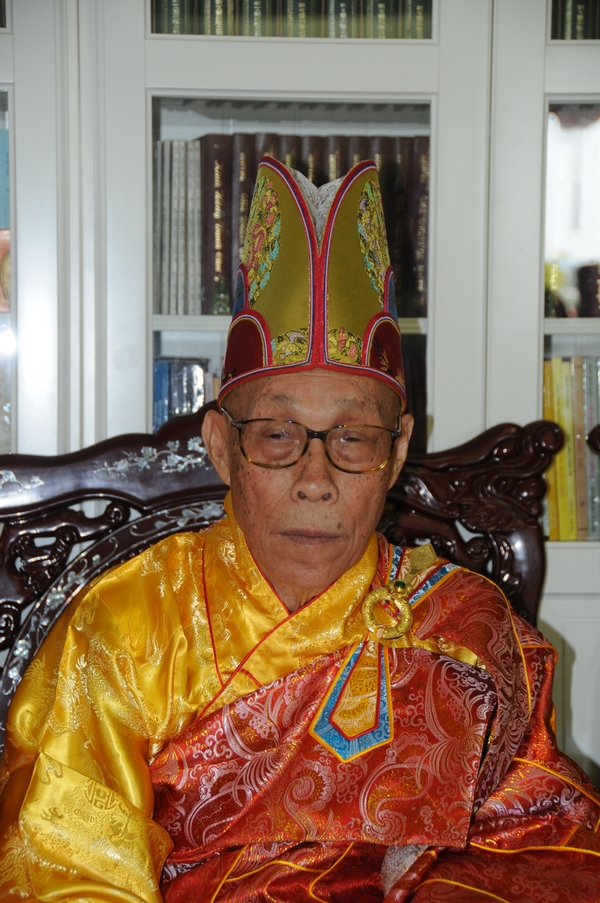
Grand Vénérable Thich Minh Tâm (1940-2013), ancien président de la Congrégation Bouddhique Vietnamienne Unifiée en Europe et de la pagode Khanh Anh.

La pagode Khánh-Anh fut incarnée avant la construction de la Très grande Pagode d’Évry par une petite pagode éponyme située avenue Henri-Barbusse à Bagneux et toujours en activité.
Les premières études de la construction d'une pagode à Évry furent lancées en 1992. Le 3 mai 1995, le Grand Vénérable visita le terrain d'Évry qui recevrait la future grande pagode. Le 18 juin 1995 intervint la pose de la première pierre de l'édifice, suivie le 6 janvier 1996 d'une prière pour la construction ; mais les fondations ne furent achevées que le 30 juin 1998. Le 20 octobre 2002 fut installée la statue du Bouddha dans la posture du Mudrâ (la méditation).
La première cérémonie eut lieu le 29 juin 2004 et reçut la visite du député-maire Manuel Valls.
Le 12 août 2008, elle fut officiellement inaugurée par le 14e Dalaï Lama.
La pagode Khánh-Anh est rattachée à la Congrégation Bouddhique Vietnamienne Unifiée en Europe.
Elle fut administrée par le Grand Vénérable Thich Minh Tâm (1940-2013), ancien président de la Congrégation Bouddhique Vietnamienne Unifiée en Europe et ancien président de l'association bouddhiste Khanh-Anh, qui regroupe les pagodes de Bagneux (Hauts-de-Seine) et d'Évry.
La pagode Khanh Anh d'Évry est actuellement gérée par le Vénérable Thich Quang Dao tandis que celle de Bagneux est gérée par la Vénérable Thich Nu Dieu Tram.
La pagode Khánh-Anh édite un bulletin d'information trimestriel à destination de ses abonnés.
Lors de sa première visite en France, le 17e karmapa Orgyen Trinley Dorje se rend à la pagode Khánh-Anh.

## Description
La pagode est construite en béton armé sur un terrain de quatre mille mètres carrés. Trois bâtiments constituent l'édifice : au centre, le principal avec une salle de prière de cinq cent cinquante mètres carrés et une salle d'activités culturelles de six cents mètres carrés dont le stûpa culmine à vingt-cinq mètres ; à droite, un bâtiment avec trois cent cinquante mètres carrés de locaux administratifs qui forment le siège de la congrégation bouddhique vietnamienne et mille cinq cents mètres carrés de logements pour l'accueil des bhikkhu en formation, coiffé par un stûpa à dix-neuf mètres du sol ; et à gauche, une tour avec un stûpa culminant à dix-huit mètres.
L'ensemble des bâtiments représente un espace de 3287 m² . S'ajoute un parking de 2000 m².
L'accès au premier étage se fait par un escalier central ; puis deux escaliers en arc, encadrant la salle culturelle, permettent l'accès à la salle de prière.
Dans cette salle, une statue en fonte recouverte de feuilles d'or, pesant cinq tonnes fabriquée en Thaïlande et mesurant quatre mètres de haut représente le Bouddha assis dans la position du lotus.
La pagode est construite dans un style asiatique et couverte de tuiles vernissées fabriquées en Chine. Pouvant accueillir mille cinq cents personnes, le coût des travaux est estimé à ce jour à plus de 20 millions d'euros financés par les contributions des bouddhistes vietnamiens de France, d'Europe et du monde.
La construction est achevée en 2016 et autorisée à recevoir officiellement du public par les autorités publiques depuis mai 2016.

## Galerie

Vue extérieure de la pagode.
Salle de prière de la pagode.
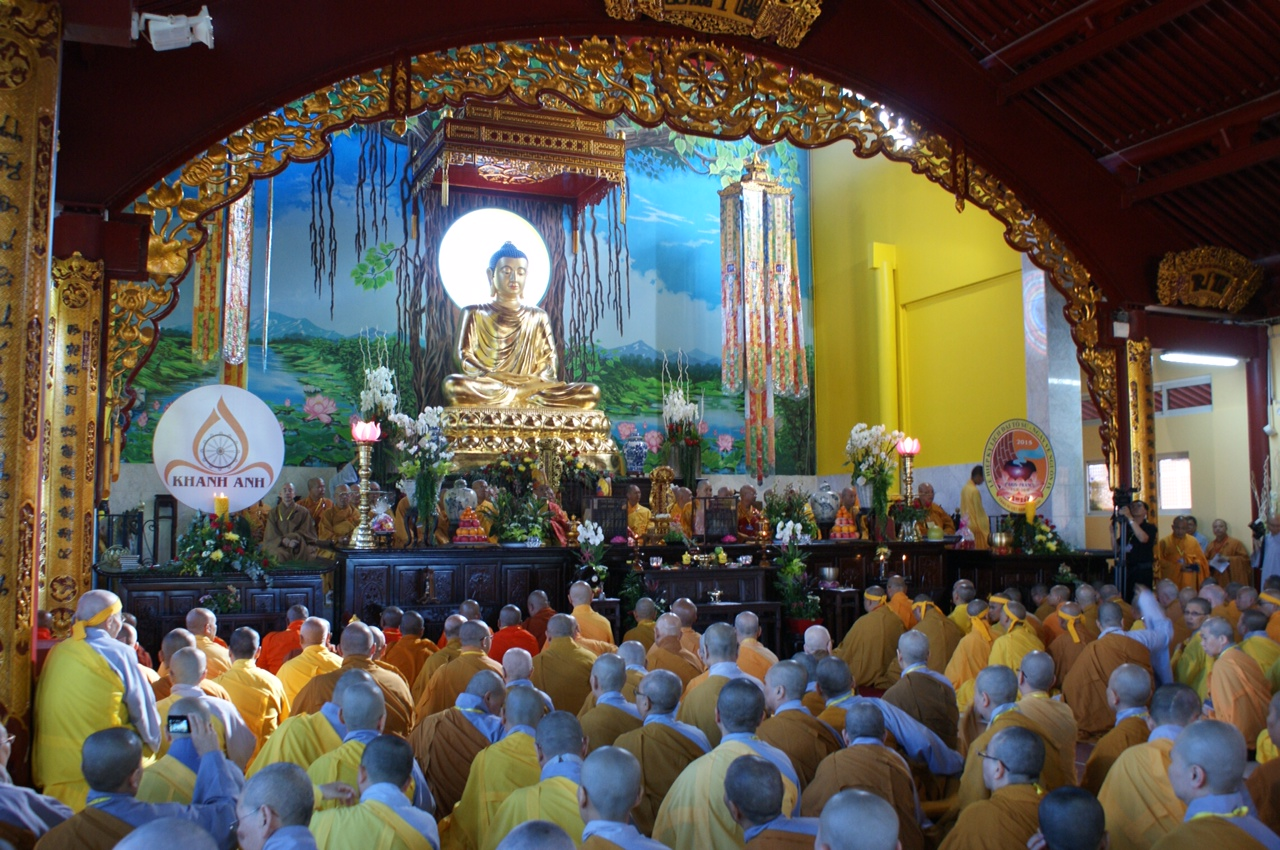
Salle de prière de la pagode.

## Sources
1. ↑  Présentation de la pagode sur le site de la municipalité d'Évry. Consulté le 20/09/2008.
2. ↑  « Cérémonie de la pose de la première pierre 18/06/1995 [photo] », sur Chua Khanh Anh (consulté le 4 janvier 2015)
3. ↑  Le Dalaï Lama à la grande pagode d'Évry sur le site d'information en ligne de France24. Consulté le 11/08/2008.
4. ↑  « La pagode Khanh-Anh d'Évry », sur Institut d’Études Bouddhiques, 30 octobre 2011 (consulté le 4 janvier 2015)
5. ↑  (vi) « Khánh An Bản tin tháng 01/2014 (số 98) », sur Quang Duc (consulté le 4 janvier 2015)
6. ↑  Évry : un chef spirituel bouddhiste en visite à la pagode, Le Parisien, 1er juin 2016
7. ↑  Fiche de la pagode sur le site structurae.de Consulté le 20/09/2008.
8. ↑  « Surfaces utiles de la nouvelle Pagode Khánh Anh - Evry – France », sur Chua Khanh Anh (consulté le 4 janvier 2015)
9. ↑  Présentation de la pagode sur le site d'informationen ligne leparisien.fr Consulté le 20/09/2008.
10. ↑  « Pagode Khanh Anh », sur Le Petit Futé (consulté le 4 janvier 2015)